# Eliofotometro

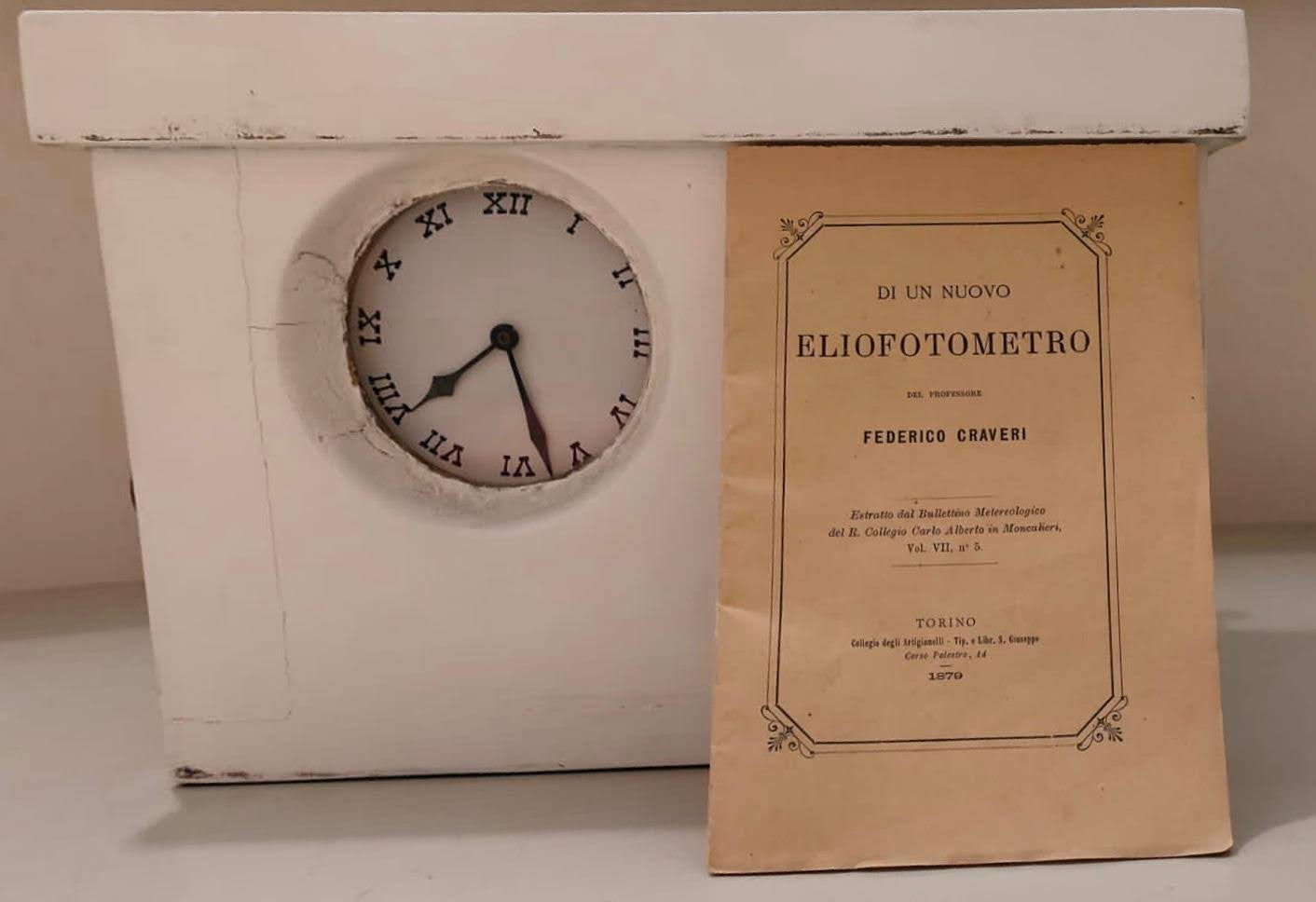
Eliofotometro con pubblicazione di Craveri

L'eliofotometro fu inventato da Federico Craveri nel 1873, a seguito dei suoi studi meteorologici. Fu il primo strumento ideato per la misurazione dell'intensità dei raggi solari nell'arco della giornata ed è il precursore del moderno solarimetro.

## Descrizione
"Chiamo Eliofotometro un apparecchio da me ideato per misurare approssimativamente la intensità della luce che il sole ci invia nel suo corso diurno. Questo istrumento mancava negli Osservatori meteorologici, se con tanta cura si tiene conto della temperatura, dell'umidità, della direzione e della velocità dei venti, fenomeni atmosferici che tutti hanno strettissima relazione coll'astro che ci illumina, è naturale il dedurre che, se fosse possibile tener conto giornaliero della misura della luce che il sole lancia nelle regioni ove si fanno le osservazioni, si avrebbe dei dati importanti di confronto, e si potrebbe sempre meglio venire a capo della climatologia di quei siti ove esistono vedette meteorologiche".

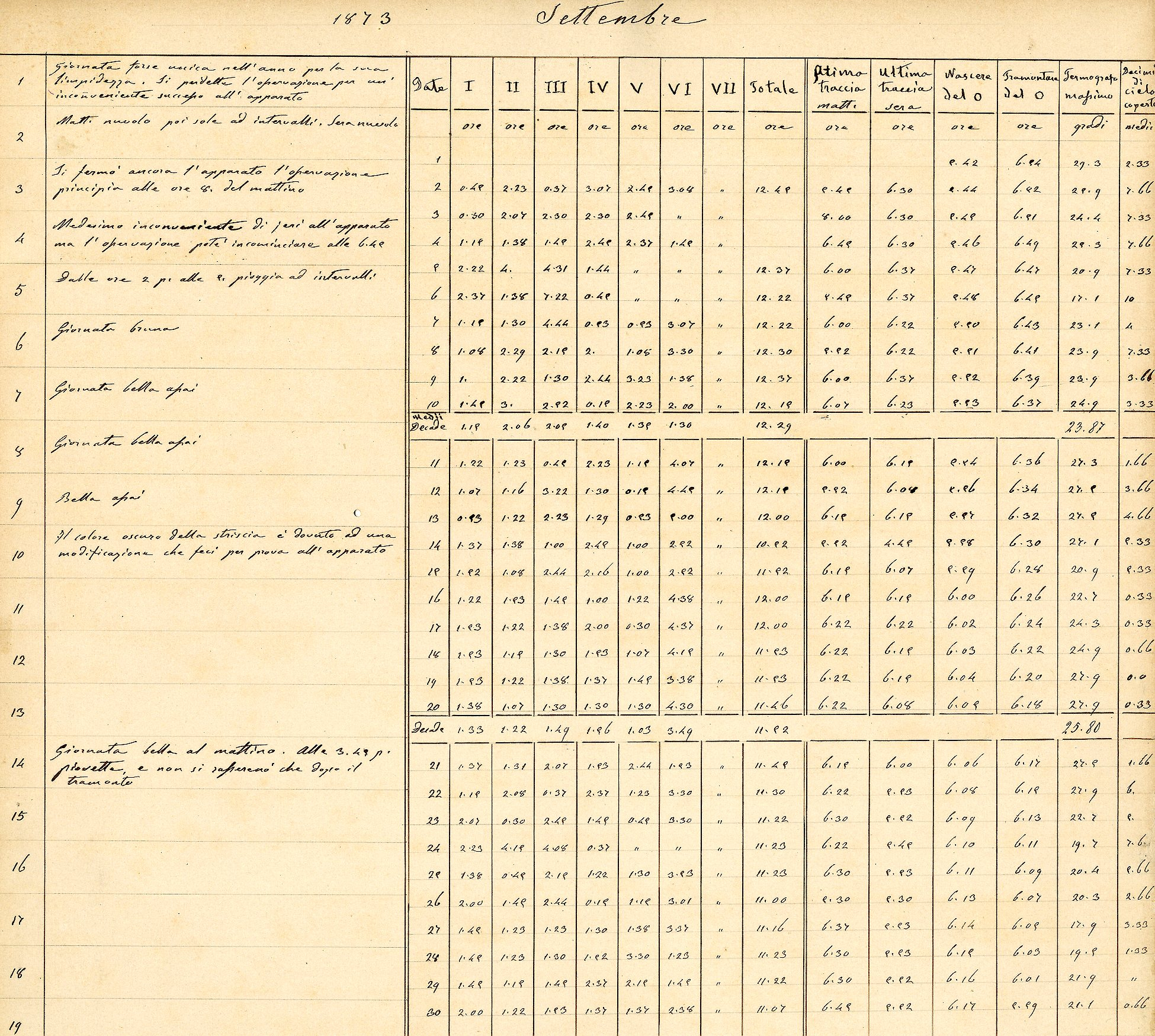
Registro contenente le misurazioni effettuate tramite l'eliofotometro

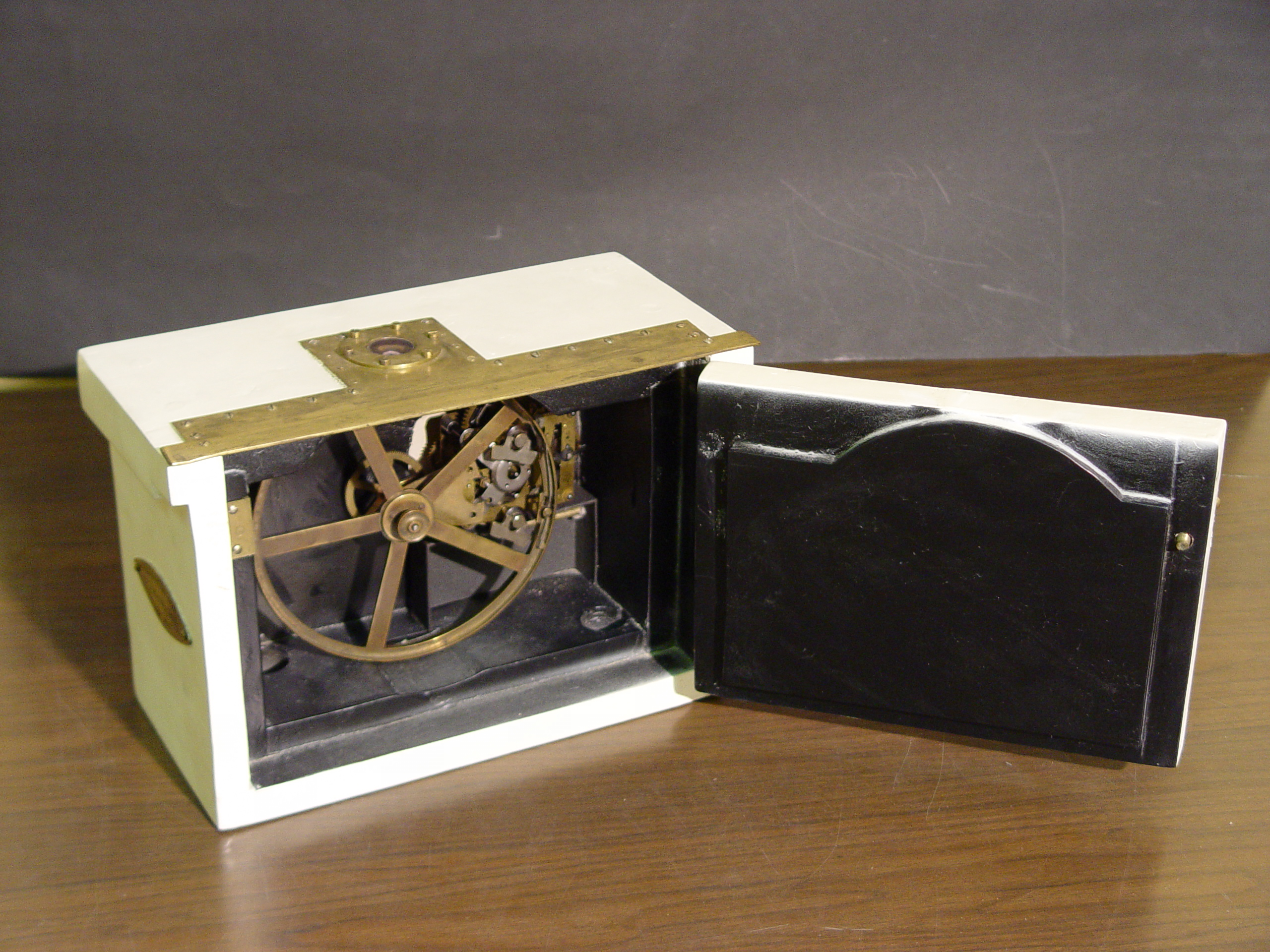
Interno dell'eliofotometro

### Componenti
L'eliofotometro è costituito da una cassa di legno sul cui piano superiore è presente un piccolo foro, protetto da un vetro, da cui può filtrare la luce solare. Al suo interno è collocato un orologio collegato meccanicamente a una ghiera in ottone (del diametro di 16 cm) che compie un giro completo nell'arco delle 24 ore. Sopra questo meccanismo viene posizionata una striscia di carta imbevuta in una soluzione di nitrato d'argento in modo tale da renderla fotosensibile. 

### Funzionamento
Questo strumento veniva utilizzato in passato per misurare la quantità di luce (radiazione solare) irradiata su una determinata zona nell'arco di una giornata. Durante le ore diurne l'irradiamento solare passa attraverso il foro e impressiona la carta sottostante che diventa tanto più scura quanto maggiore è l'intensità della luce. Una volta tolta, la striscia deve essere sottoposta a un bagno di fissaggio, collocandola su uno speciale righello graduato in legno sul quale l'osservatore ne elabora e registra i dati per poi archiviarli sistematicamente. Maggiore è l'intensità della radiazione solare che colpisce la pellicola, maggiore è l'imbrunimento di quest'ultima (imbrunimento misurato su di una scala a sette livelli); la rotazione a velocità costante, che segue la velocità dell'orologio, permette inoltre di comprendere in maniera esatta quanta luce ha raggiunto lo strumento in un lasso di tempo stabilito a priori delle misurazioni effettuate. La marcatura della carta fotosensibile è soggetta inoltre alla presenza di nubi che diminuiscono significativamente la quantità di luce che colpisce la pellicola.

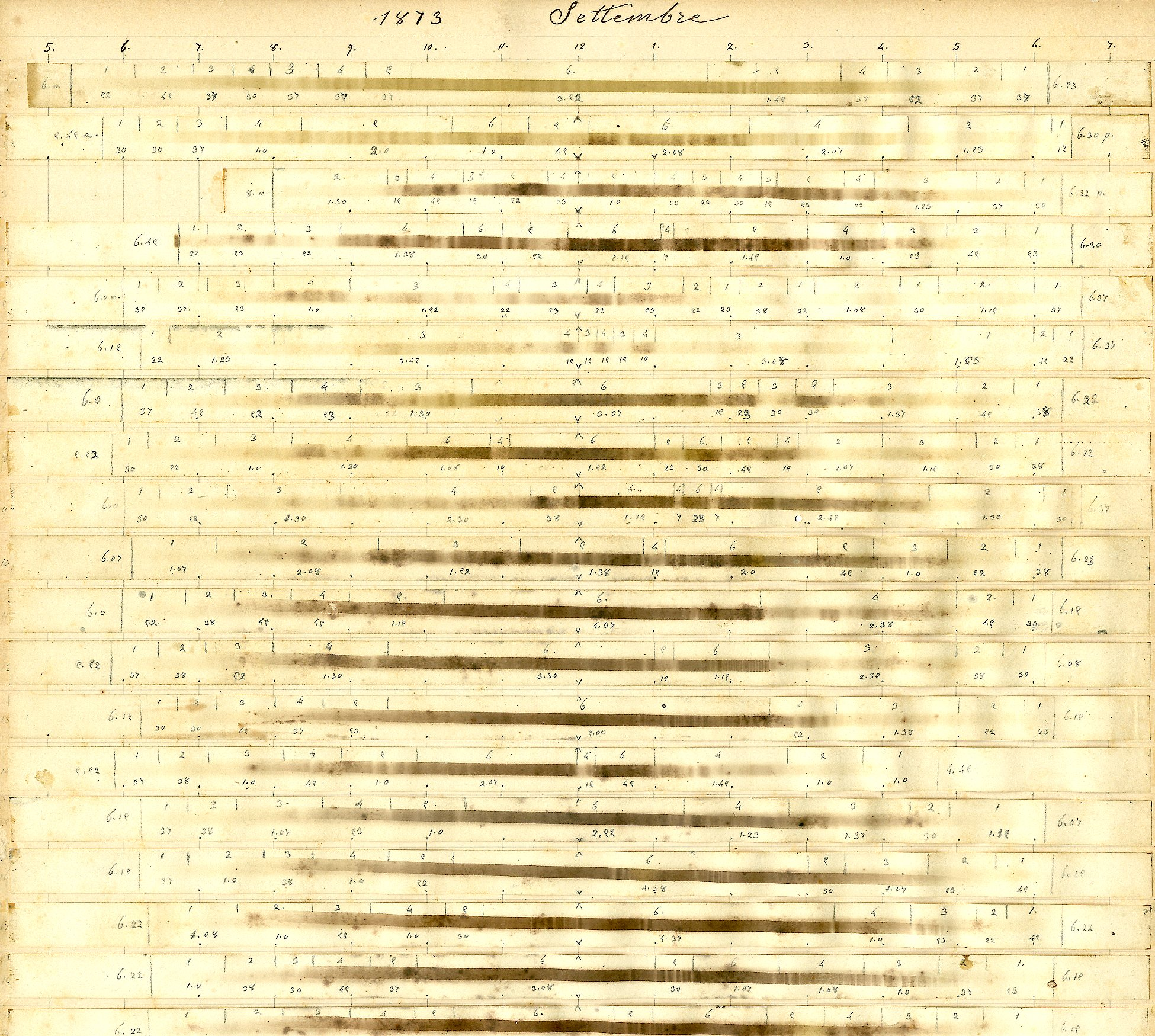
Pellicole impressionabili

### Impieghi e utilizzi
L'eliofotometro Craveri, che funzionò nell'osservatorio del Museo Craveri di Bra fino al 1908, venne acquisito e utilizzato da molte altre stazioni meteorologiche fra le quali quelle di Moncalieri, Cuneo, Modena, Bologna, Acireale e persino dall'osservatorio di Arequipa nelle Ande peruviane. Veniva inoltre impiegato in campo agrario per determinare quale fosse la zona più adatta a diverse tipologie di coltura, massimizzandone il rendimento e la produttività, oltre a evitare eventuali fitopatologie dettate dalle cattive condizioni stazionali. 
Oggi questo strumento è caduto in disuso perché, pur essendo semplice ed efficace, richiede una manutenzione costante (si pensi alla necessità di sostituire quotidianamente la pellicola); inoltre, l'eliofotometro è completamente analogico e quindi incompatibile con qualsiasi dispositivo elettronico, rendendo impossibile digitalizzare automaticamente i dati raccolti. 
Col passare del tempo, l'eliofotometro è stato sostituito dal piranometro (oggi noto come solarimetro), dal funzionamento simile ma semplificato.